# Crits i murmuris
Crits i murmuris (títol original en suec: Viskningar och rop) és una pel·lícula sueca dirigida per Ingmar Bergman, estrenada el 1972. Presentada fora de competició al Festival de Cinema de Canes el 1973, la pel·lícula va rebre el Gran Premi de la Comissió superior tècnica. Va ser nominada per l'Oscar a la millor pel·lícula i al millor guió original el 1974. Aquesta pel·lícula ha estat doblada al català.

## Argument
Al final del segle xix, Agnès mor d'un càncer al casal familiar. Les seves dues germanes, Karin i Maria, han vingut a ajudar-la, però només la serventa Anna aconsegueix fer-ho. Karin, la gran, està casada amb un home rígid que no estima. Fins i tot es va mutilar per evitar tota relació. Maria també està casada amb un home sense importància. Reconeix ella mateixa ser superficial i despreocupada. Les germanes se succeeixen a la capçalera de la malalta. Després de la defunció d'aquesta, a més a més dels problemes de la successió, Karin i Maria intenten de parlar-se, de conèixer-se, difícilment, els silencis emmascaren l'odi. Anna, servint-la, és autoritzada a agafar un objecte que hagués pertangut a la difunta abans de marxar. Escull no agafar res, però roba el seu diari íntim.

## Repartiment[3]
- Harriet Andersson: Agnès
- Kari Sylwan: Anna la serventa
- Ingrid Thulin: Karin
- Liv Ullmann: Maria (i també la seva pròpia mare)
- Erland Josephson: David (el metge)
- Henning Moritzen: Joakim (el marit de Maria)
- Georg Arlin: Fredrik (el marit de Karin)
- Anders Ek: Isak (el pastor)
- Inga Jill: tia Olga (la narradora)
- Rosanna Mariano: Agnès, de nena
- Monika Priede: Karin, de nena
- Lena Bergman: Maria, de nena
- Malin Gjörup: la filla d'Anna
- Linn Ullmann: la filla de Maria

## Premis i nominacions

### Premis
- Premi David di Donatello 1974:
  - David especial per a Ingrid Thulin, Liv Ullmann, Harriet Andersson i Kari Sylwan.
  - David al millor director estranger per a Ingmar Bergman.
- Grand prix technique al Festival de Cannes 1973.
- Oscar a la millor fotografia per a Sven Nykvist.[4]

### Nominacions
- Oscar a la millor pel·lícula (Ingmar Bergman)[4]
- Oscar a la millor direcció (Ingmar Bergman)[4]
- Oscar al millor guió original (Ingmar Bergman)[4]
- Oscar al millor vestuari (Marik Vos-Lundh)[4]

## Comentaris
- Bergman fa el retrat de quatre dones, reunides durant l'agonia d'una d'elles. És l'ocasió d'abordar temes essencials: la nostàlgia de la joventut, la por a viure i a morir, les relacions conjugals, però també les convencions de la moral puritana.
- En una entrevista, Liv Ullmann contava tot el plaer que havia tingut treballant amb Ingmar Bergman, la primera vegada que va ser maquillada i vestida en una pel·lícula de Bergman, i amb les altres artistes. Relatava també les dificultats del director a trobar distribuïdors, un d'ells li hauria dit: «Ens hauria de pagar per haver mirat la pel·lícula completament». L'acollida triomfal per la crítica i l'èxit de públic per a una pel·lícula austera, van desmentir aquestes paraules.
- La història se suposa en un casal a Suècia, on el color dominant és el vermell. l'ambient de porta tancada és de vegades interromput per breus imatges del camp proper.[5]